# پساخارا
پساخارا (به لاتین: Psakhara) یک منطقهٔ مسکونی در گرجستان است که در ناحیه گاگرا واقع شده‌است.